# Fábio Barreto
Fábio Villela Barreto Borges (Rio de Janeiro, 6 de julho de 1957 – Rio de Janeiro, 20 de novembro de 2019) foi um cineasta, ator, produtor e roteirista brasileiro, mais conhecido por dirigir O Quatrilho (1995), indicado ao Oscar de Melhor Filme Estrangeiro, e por dirigir e co-escrever Lula, o Filho do Brasil (2009), um drama biográfico sobre a vida de Luiz Inácio Lula da Silva, considerado um dos filmes mais caros da história do cinema brasileiro.
Fábio sofreu um acidente de carro em dezembro de 2009, entrou em coma e continuou com tratamento em casa, sem grandes perspectivas de melhora. Estava parcialmente inconsciente por quase 10 anos.

## Biografia
Filho de Luís Carlos Barreto e Lucy Barreto, e irmão do também cineasta Bruno Barreto. Atuou no primeiro curta-metragem, "Três Amigos que Não se Separam", quando tinha nove anos; no filme também atuaram sua irmã (Paula Barreto) e a cadela Baleia, coadjuvante no filme Vidas Secas (1963).
Foi assistente de direção de Carlos Diegues em Bye Bye Brasil (1979). Iniciou sua carreira no cinema aos 20 anos, dirigindo o curta-metragem A Estória de José e Maria (1977). E estreou como diretor de longa-metragem no Festival de Cannes de 1982, com Índia, a Filha do Sol (1982), inscrito na Quinzena dos Realizadores; tinha 24 anos.
Seu filme O Quatrilho (1995) foi indicado para o Oscar de melhor filme estrangeiro de 1995.
Trabalhou como ator em dois filmes — For all - O trampolim da vitória (1997) e Memórias do cárcere (1984) — e dirigiu 9 longas.

### Vida pessoal
Era casado desde 2003 com a atriz Déborah Kalume.

#### Acidente
Na noite de 19 de dezembro de 2009, Barreto sofreu um acidente de trânsito no Rio de Janeiro. Segundo Wagner Generoso, que testemunhou o acidente e participou do resgate, o automóvel de Barreto foi fechado por outro veículo, quando então o motorista perdeu o controle do carro e capotou. Ao ser internado no Hospital Copa D'Or com traumatismo craniano, seu estado de saúde foi considerado grave. Em 13 de janeiro de 2010 um boletim médico divulgou a melhora em seu estado de saúde, e no dia 21 de janeiro ele foi submetido a uma nova cirurgia para colocação de uma válvula cerebral como parte do tratamento da hidrocefalia provocada pelo traumatismo crânio-encefálico. Fábio recebeu alta dia 22 de Março e continuou seu tratamento em casa.
Mesmo recebendo tratamento especial em casa, Barreto não teve mais a vida de antes e ainda continuava inconsciente após esses anos todos até sua morte. Segundo sua esposa, a atriz Deborah Kalume, que se dedicou a ajudá-lo também, "Às vezes ele responde do jeito dele. Suspira, fica com a respiração diferente. Em determinados momentos acho que ele está ali. Em outros, não."

## Morte
Fábio morreu na noite de 20 de novembro de 2019, no Rio de Janeiro, quase dez anos depois de entrar em coma, aos 62 anos de idade.

## Filmografia
Como diretor
- 2009 - Lula, o filho do Brasil
- 2007 - Donas de Casa Desesperadas (série de TV)
- 2007 - Nossa Senhora de Caravaggio
- 2002 - A Paixão de Jacobina
- 2000 - De conversa em conversa (curta-metragem)
- 1997 - Bela Donna
- 1995 - O Quatrilho
- 1991 - Lambada
- 1988 - Luzia Homem
- 1986 - O Rei do Rio
- 1982 - Índia, a Filha do Sol
- 1978 - Mané Garrincha (curta-metragem)
- 1977 - A estória de José e Maria (curta-metragem)

Como ator
- 1997 - For All - O Trampolim da Vitória
- 1984 - Memórias do cárcere ... Siqueira Campos

## Premiações
- Indicação ao Oscar de Melhor Filme Estrangeiro, por O Quatrilho (1995).
- Indicação ao Prêmio de Melhor Filme no Festival de Havana, por Índia, a filha do sol (1984).
- Prêmio de Melhor Direção no Festival de Brasília, por A estória de José e Maria (1977).